# ハインリヒ4世 (ザクセン公)

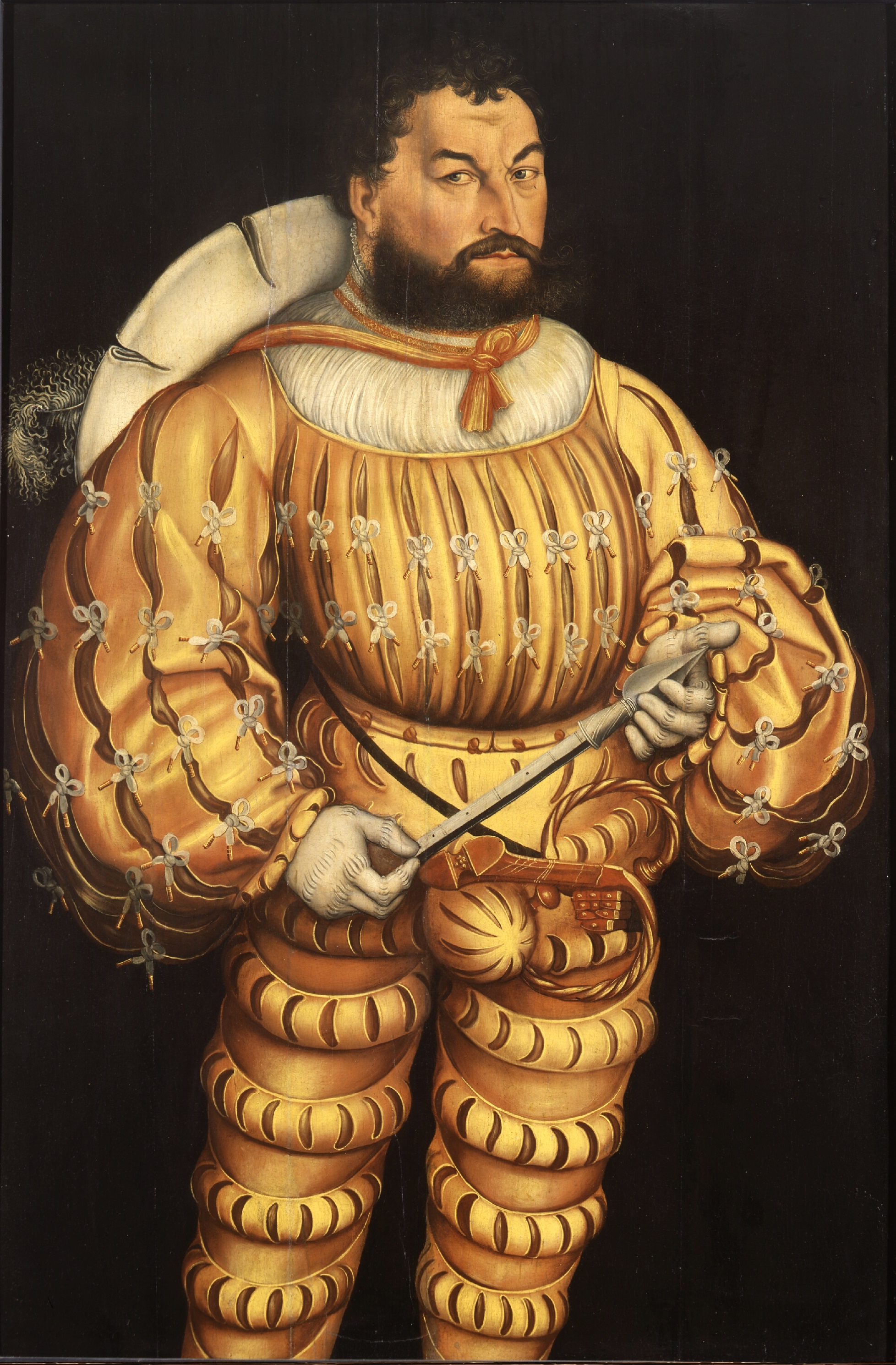
ブラゲットを着用したハインリヒ敬虔公の肖像

ハインリヒ4世（Heinrich IV., 1473年3月16日 - 1541年8月18日）は、アルベルティン系のザクセン公（在位：1539年 - 1541年）。ハインリヒ敬虔公（Heinrich der Fromme）の呼び名で知られる。アルベルティン系ザクセン公の支配領域は実質的にマイセン辺境伯領であったため、マイセン辺境伯としてハインリヒ5世（Heinrich V.）と数えられることも多い。

## 生涯
ザクセン公アルブレヒト3世とその妻でボヘミア王イジーの娘であるズデンカの間の次男として生まれた。1500年に父が死ぬと兄ゲオルクがその後を継ぎ、ハインリヒは父が晩年に獲得したフリースラントの領主となった。しかしフリース人達はザクセン公一族による統治に激しく抵抗し、ハインリヒはフリース人との揉め事に疲れて1505年にフリースラントの支配権を兄に譲渡した。代わりに、ハインリヒは兄から年金とザクセン領内のフライベルク及びヴォルケンシュタインの2都市を与えられた。
1517年にマルティン・ルターがドイツで宗教改革を始めると、ハインリヒはその数年後にルター派（福音派）に改宗した。一方、兄ゲオルクとその息子達は敬虔なカトリック信徒のままであった。
1539年2月までに兄の2人の息子が亡くなると、1499年に定められた公国の継承規定に従ってハインリヒがアルベルティン系ザクセン公国の相続人となった。プロテスタント信徒を後継者にしたくないゲオルクは何とかしてハインリヒを排除し、公国を神聖ローマ皇帝カール5世の弟のローマ王フェルディナント（後の皇帝フェルディナント1世）に譲ろうとしたが、1539年4月に廃嫡手続きが終わらないまま亡くなったため、ハインリヒが後を継いだ。公爵位を継いだ時は既に66歳になっていたハインリヒの治世は2年と短かったが、公国の体制宗教をルター派教会に変更した。

## 子女
1512年にメクレンブルク公マグヌス2世の娘カタリーナと結婚し、間に6人の子女をもうけた。
- ジビッレ（1515年 - 1592年） - 1540年、ザクセン＝ラウエンブルク公フランツ1世と結婚
- アエミーリア（1516年 - 1591年） - 1533年、ブランデンブルク＝アンスバッハ辺境伯ゲオルクと結婚
- ジドーニエ（1518年 - 1575年） - 1545年、ブラウンシュヴァイク＝カレンベルク＝ゲッティンゲン公エーリヒ2世と結婚
- モーリッツ（1521年 - 1553年） - ザクセン選帝侯
- ゼフェリヌス（1522年 - 1533年）
- アウグスト（1526年 - 1586年） - ザクセン選帝侯